# Костарика на Светском првенству у атлетици на отвореном 2011.
Костарика је учествовала на 13. Светском првенству у атлетици на отвореном 2011. одржаном у Тегу од 27-4. септембра тринаести пут, односно учествовала је на свим првенствима до данас. Репрезентацију Костарике представљало је двоје такмичара (1 мушкарац и 1 жене) који су се такмичили у две дисциплине (1 мушка и 1 женска). , 
На овом првенству Костарика није освојила ниједну медаљу, нити је оборен иједан рекорд (национални, лични, сезоне).

## Учесници
| Мушкарци: - Нери Бринс — 400 м | Жене: - Шинел Проктор — 400 м препоне |  |

## Резултати

### Мушкарци
| Атлетичар  | Дисциплина | Лични рекорд | Квалификације | Квалификације | Полуфинале | Полуфинале | Финале               | Финале       | Детаљи |
| Атлетичар  | Дисциплина | Лични рекорд | Резултат      | Место         | Резултат   | Место      | Резултат             | Место        | Детаљи |
| ---------- | ---------- | ------------ | ------------- | ------------- | ---------- | ---------- | -------------------- | ------------ | ------ |
| Нери Бринс | 400 м      | 44,84 НР     | 45,47         | 5. у гр. 5 кв | 45,93      | 5. у гр. 2 | Није се квалификовао | 17 / 36 (39) |        |

### Жене
| Атлетичарка    | Дисциплина    | Лични рекорд | Квалификације | Квалификације | Полуфинале            | Полуфинале            | Финале                | Финале  | Детаљи |
| Атлетичарка    | Дисциплина    | Лични рекорд | Резултат      | Место         | Резултат              | Место                 | Резултат              | Место   | Детаљи |
| -------------- | ------------- | ------------ | ------------- | ------------- | --------------------- | --------------------- | --------------------- | ------- | ------ |
| Sharolyn Scott | 400 м препоне | 57,66 НР     | 58,78         | 7. у гр. 3    | Није се квалификовала | Није се квалификовала | Није се квалификовала | 33 / 38 |        |

Легенда: НР = национални рекорд, ЛР= лични рекорд, РС = Рекорд сезоне (најбољи резултат у сезони до почетка првества), КВ = квалификован (испунио норму), кв = квалификован (према резултату)